# Mieczysław Moryto
Mieczysław Moryto (ur. 2 listopada 1925 w Słupcu, zm. 8 kwietnia 2016 w Opolu) – polski urzędnik państwowy oraz działacz kombatancki.

## Życiorys
Syn Pantaleona i Marii. W 1941 roku w wieku 16 lat został aresztowany przez Niemców i wywieziony na roboty przymusowe na teren Dolnej Saksonii. Po zakończeniu II wojny światowej osiedlił się wraz z rodziną na Śląsku Opolskim. W latach 1960–1971 pełnił funkcję przewodniczącego Prezydium Powiatowej Rady Narodowej w Oleśnie. W latach 1975–1982 piastował funkcję wicewojewody opolskiego. Był członkiem Zjednoczonego Stronnictwa Ludowego.
Od 1996 roku był prezesem oddziału Stowarzyszenia Polaków Poszkodowanych przez III Rzeszę w Opolu, natomiast od 2000 roku był członkiem Prezydium Zarządu Głównego Stowarzyszenia. Za swe zasługi został odznaczony m.in. Medalem za Długoletnie Pożycie Małżeńskie (1998), Medalem 10-lecia Polski Ludowej (1955), Srebrnym Krzyżem Zasługi (1955) Krzyżem Kawalerskim, Oficerskim i Komandorskim Orderu Odrodzenia Polski, Złotym Medalem Za Zasługi dla Stowarzyszenia oraz odznaką „Za Zasługi dla Województwa Opolskiego”.
Został pochowany na cmentarzu komunalnym w Opolu-Półwsi.